# لي سنغ-هي (لاعب كرة قدم)
لي سنغ-هي (هانغل: 이상희) هو لاعب كرة قدم كوري جنوبي في مركز الدفاع، ولد في 18 مايو 1988 في كوريا الجنوبية. لعب مع نادي سانغجو ‏.

## وصلات خارجية
- لي سنغ-هي (لاعب كرة قدم) على موقع دوري كوريا الجنوبية (الإنجليزية)
- لي سنغ-هي (لاعب كرة قدم) على موقع قاعدة بيانات كرة القدم.إي يو (الإنجليزية)
- لي سنغ-هي (لاعب كرة قدم) على موقع Soccerway.com (الإنجليزية)